# 潦溪桥
潦溪桥，又名摇车桥，位于中华人民共和国浙江省金华市兰溪市游埠镇桥北一桥之隔的潦溪桥村，是一处兰溪市文物保护单位。
潦溪桥跨潦溪，长27.5米 宽2米，系3墩4孔青石平桥，由这个章姓村落的章孝友堂建于清道光19年（1839年），用以便利儿孙读书上学。周围有元逸堂、雍睦堂。大夫第等明清古建筑。
2005年11月3日，包括潦溪桥在内的游埠古桥公布为第五批兰溪市文物保护单位，编号5-40。